# Holtpont (regény)
A Holtpont Iain M. Banks skót író Kultúra-ciklusának a negyedik kötete. Először az Orbit adta ki 1996-ban, a magyar nyelvű megjelenésre 2007. április 18-án került sor. A könyv British Science Fiction Association-díjat nyert.

## Történet
|  | Alább a cselekmény részletei következnek! |

Több mint kétezer évvel ezelőtt egy titokzatos fekete égitest jelent meg a galaxisban. Egy tökéletes fekete gömb. Okozott némi zűrzavart, majd eltűnt. De most megjelent újra, és úgy tűnik, egy galaktikus háborútól sem riadnak vissza azok, akik meg akarják fejteni a titkát. A Rendkívüli Körülmények Byr Genar-Hofoent bízza meg a különleges feladattal, hogy találja meg az illetőt, aki jelen volt a fekete gömb első feltűnésénél. De a küldetés teljesítése még annál is nehezebb, mint amilyennek tűnik. Mert mintha a Kultúra helyzete a galaxisban már korántsem lenne olyan stabil, mint eddig volt. A fenyegetés egyrészt kívülről érkezik, a mindenre elszánt, vérszomjas Aláz hadiflotta képében. De az igazi veszélyt a Kultúrára azok az Elmék jelentik, akik titokzatos céljaik elérése érdekében ördögi konspirációra készülnek. Galaktikus kémjátszma veszi kezdetét, ahol már nem csak a Kultúra, hanem az egész galaxis léte forog kockán.
|  | Itt a vége a cselekmény részletezésének! |

## Magyarul
- Holtpont; ford. Gálla Nóra; Agave Könyvek, Bp., 2007